# Alex Aranburu
Alexander Aranburu Deba (født 19. september 1995 i Ezkio-Itsaso) er en cykelrytter fra Spanien, der er på kontrakt hos Cofidis.